# Río Tercero
Río Tercero is een plaats in het Argentijnse bestuurlijke gebied Tercero Arriba in de provincie Córdoba. De plaats telt 46.167 inwoners.

## Explosie munitiefabriek
Op 3 november 1995 vond een ontploffing plaats in een munitiefabriek in de plaats waarbij zeven mensen omkwamen. Verder raakten meer dan 300 mensen gewond en bijna 20.000 inwoners werden geëvacueerd. In de stad was de schade groot. Aanvankelijk ging men uit van een ongeval, maar tijdens het onderzoek bleek er opzet in het spel te zijn. Volgens de onderzoekers werd de fabriek opzettelijk vernietigd om te verdoezelen dat militair materieel ontbrak als gevolg van de illegale verkoop van wapens naar Kroatië en Ecuador in de periode 1991-1995. Carlos Menem, de voormalige president van Argentinië in 1989-1999, werd in 2008 door justitie nader onderzocht voor zijn rol in de ontploffing. In 2013 werd hij veroordeeld tot zeven jaar gevangenisstraf vanwege de illegale wapenhandel. In december 2014 werden vier militairen veroordeeld tot celstraffen tussen de 10 en 13 jaar vanwege hun rol in de explosie.